# Municipio de Arbo
El municipio de Arbo (en inglés: Arbo Township) es un municipio ubicado en el condado de Itasca en el estado estadounidense de Minnesota. En el año 2010 tenía una población de 867 habitantes y una densidad poblacional de 9,1 personas por km².

## Geografía
El municipio de Arbo se encuentra ubicado en las coordenadas 47°19′9″N 93°29′55″O / 47.31917, -93.49861. Según la Oficina del Censo de los Estados Unidos, el municipio tiene una superficie total de 95.31 km², de la cual 87,05 km² corresponden a tierra firme y (8,67 %) 8,26 km² es agua.

## Demografía
Según el censo de 2010, había 867 personas residiendo en el municipio de Arbo. La densidad de población era de 9,1 hab./km². De los 867 habitantes, el municipio de Arbo estaba compuesto por el 98,27 % blancos, el 0,12 % eran afroamericanos, el 0,23 % eran amerindios, el 0,23 % eran asiáticos y el 1,15 % eran de una mezcla de razas. Del total de la población el 0,58 % eran hispanos o latinos de cualquier raza.